# ديميان بشير
ديميان بِشير ناخيرا (بالإسبانية: Demian Bichir)‏ ولد في 1 أغسطس 1963، ممثل مكسيكي، ينحدر من عائلة بيشير المكسيكسة المشهورة بالممثلين، والتي تشمل والديه أليخاندرو بيشير وماريكروز ناخيرا وإخوته أديسيو بيشير وبرونو بيشير. ترشح في عام 2011 بجائزة الأوسكار لأفضل ممثل لدوره في فيلم «حياة أفضل».

## روابط خارجية
- ديميان بشير على موقع IMDb (الإنجليزية)
- ديميان بشير على موقع ألو سيني (الفرنسية)
- ديميان بشير على موقع ميوزك برينز (الإنجليزية)
- ديميان بشير على موقع أول موفي (الإنجليزية)
- ديميان بشير على موقع قاعدة بيانات الأفلام السويدية (السويدية)
- ديميان بشير على موقع إن إن دي بي (الإنجليزية)
- ديميان بشير على موقع ديسكوغز (الإنجليزية)
- ديميان بشير على موقع قاعدة بيانات الفيلم (الإنجليزية)
- ديميان بشير على موقع كينوبويسك (الروسية)